# Judaísmo Muscular

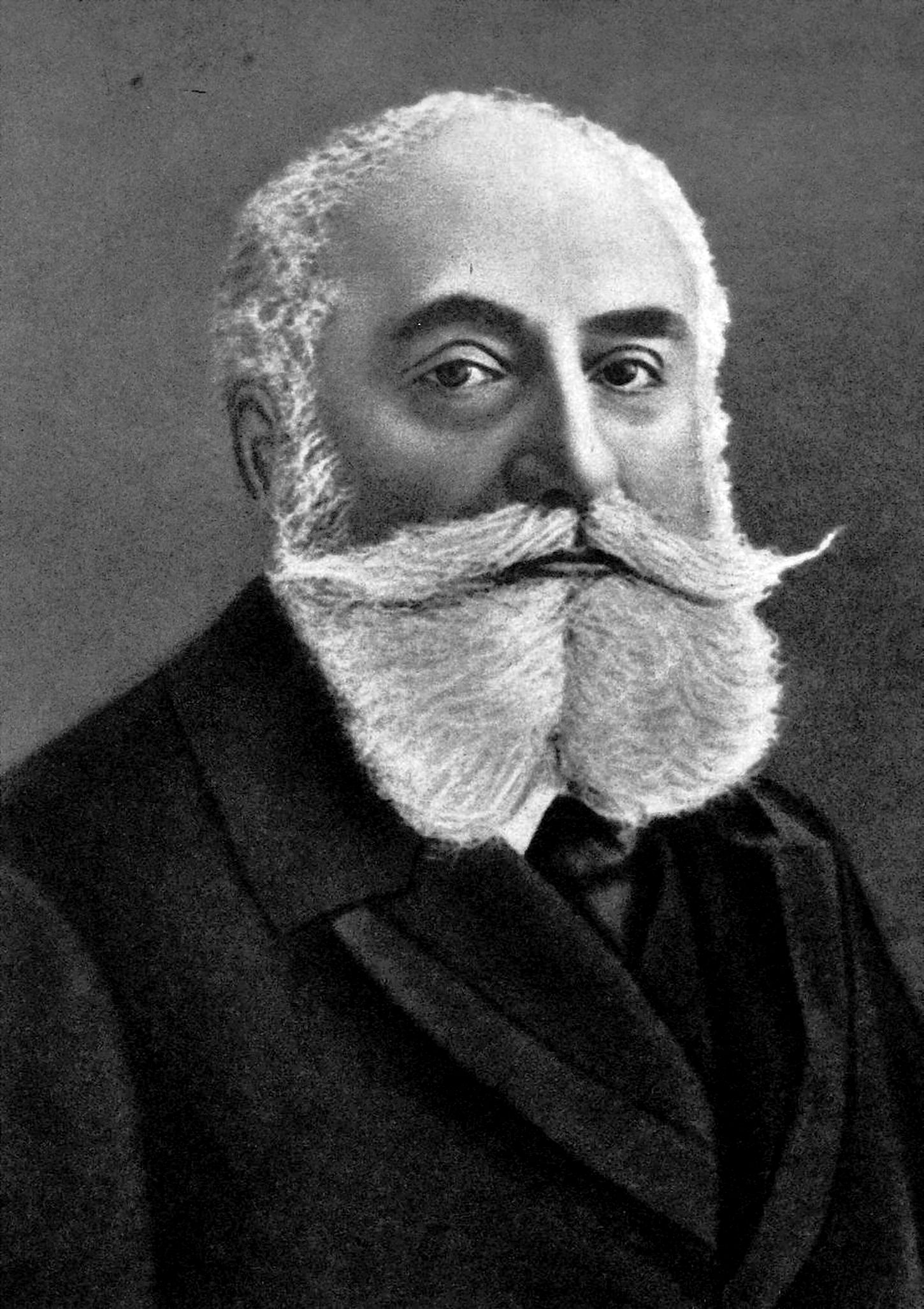
Max Nordau, que cunhou o termo "Judaísmo Muscular"

Judaísmo Muscular (em alemão: Muskeljudentum) é um termo cunhado por Max Nordau em seu discurso no Segundo Congresso Sionista realizado em Basileia em 28 de agosto de 1898. Nesse discurso, ele falou sobre a necessidade de projetar um "novo judeu" e rejeitar o "velho judeu", com força mental e física para atingir os objetivos do sionismo. Nordau via o Judaísmo Muscular como uma resposta ao Judennot (a "angústia judaica" pelo enfrentamento do antissemitismo desenfreado).

## História

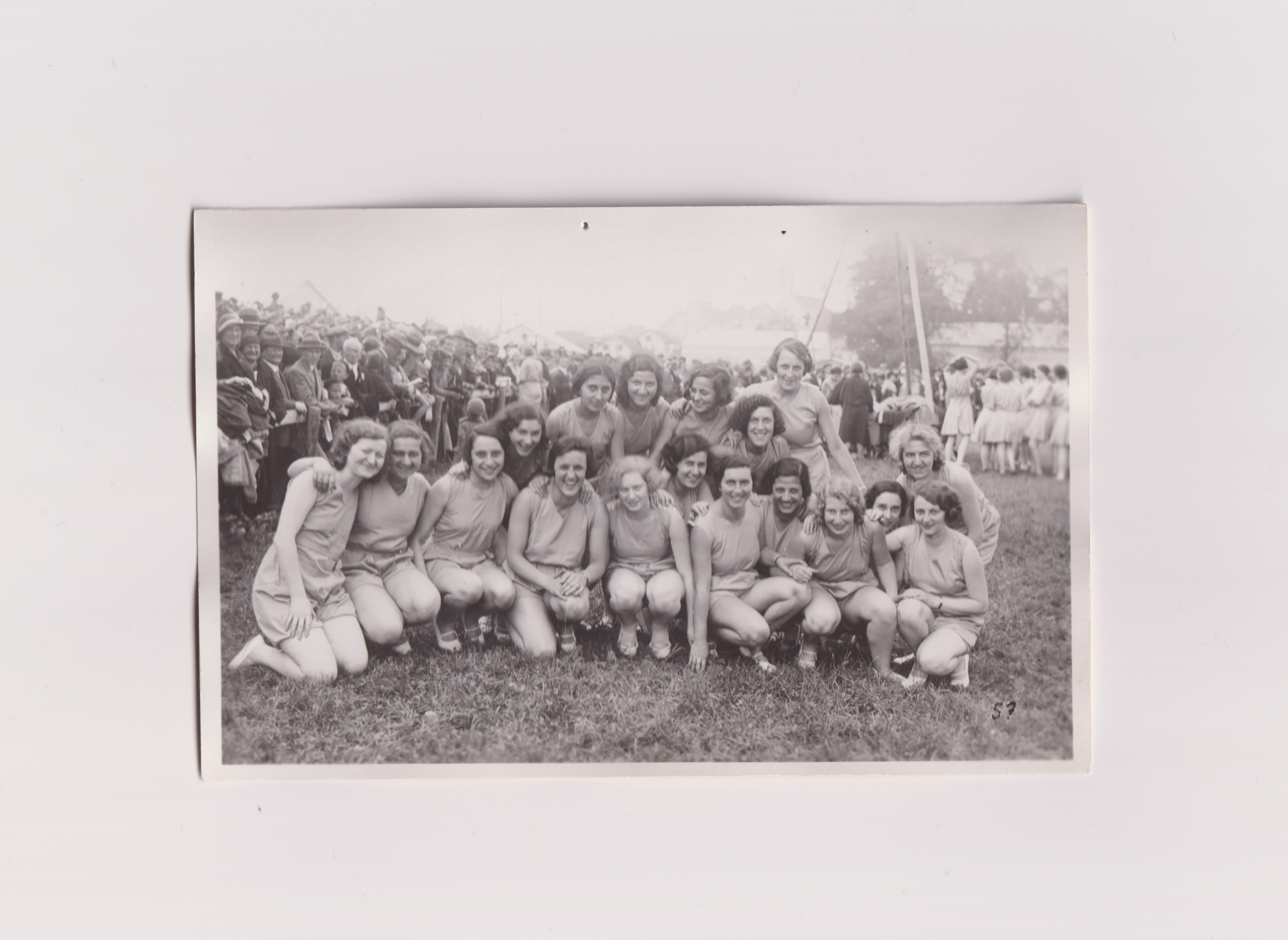
Equipe de ginástica feminina da Associação Esportiva Judaica de Basileia. Foto da coleção do Museu Judaico da Suíça.

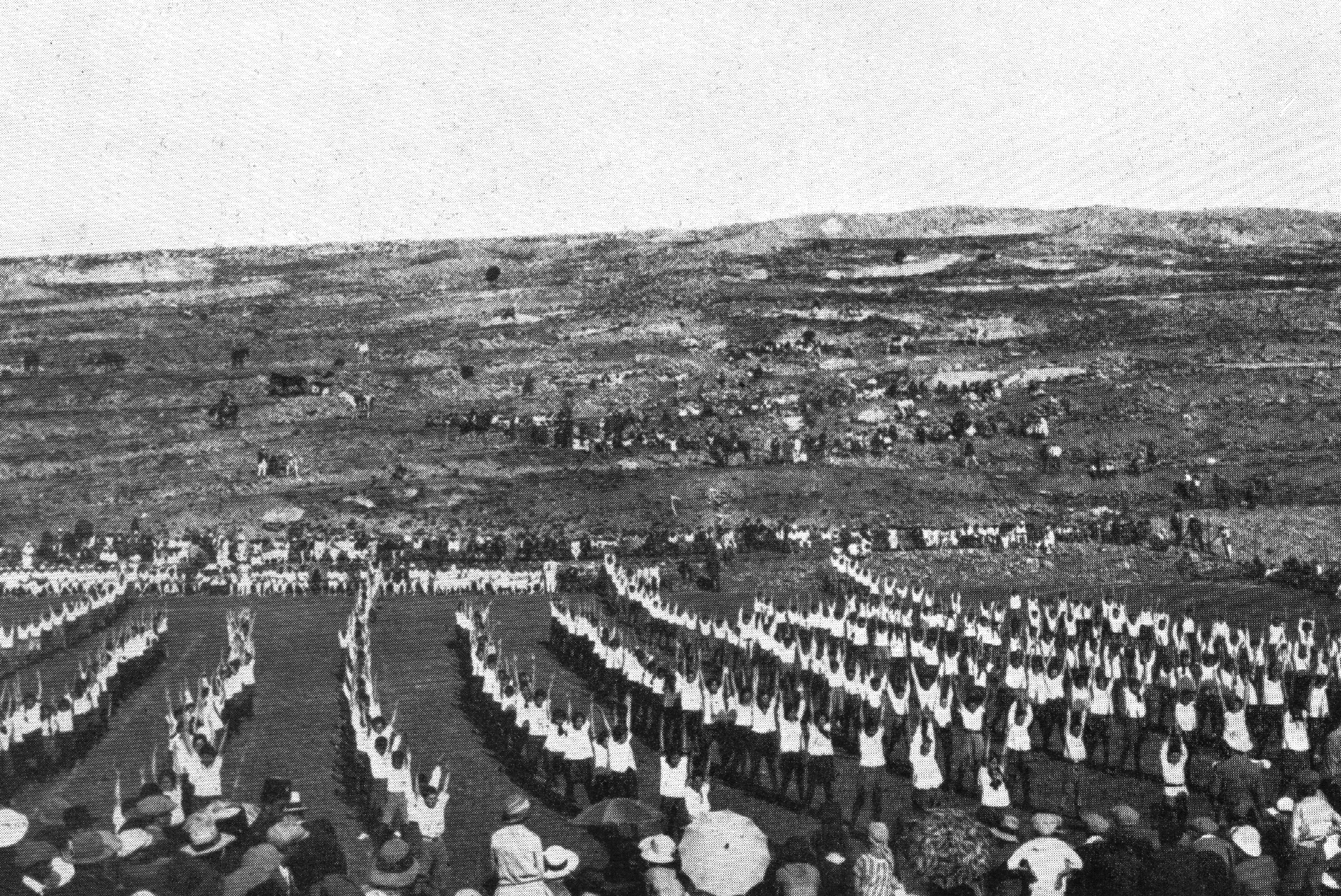
Ginástica em Beit HaKerem, Jerusalém, 1925

O termo se refere ao cultivo de propriedades mentais e físicas, como força, agilidade e disciplina, que serão necessárias para o renascimento nacional do povo judeu. Os judeus musculares são exatamente o oposto do judeu da diáspora, especialmente da Europa Oriental, como mostrado na literatura antissemita e na literatura da Haskalá. Nordau viu a promoção de judeus atléticos como um contraponto às representações vigentes dos judeus como um povo fraco. 
Além disso, o judeu "musculoso" é o oposto do judeu haláchico e haskalá — o homem de letras, intelectual — que supostamente passou a vida toda ocupado se envolvendo com assuntos esotéricos, e por isso seu corpo e sua vontade enfraqueceram.
Embora o judaísmo muscular tenha sido uma ideia praticada principalmente por judeus do sexo masculino, mulheres judias também participaram, especialmente em atividades como a ginástica.
Na época do discurso de Nordau, a ideia do Cristianismo Muscular já estava difundida em vários países cristãos.

## Atletas judeus na Europa
Os líderes judeus europeus seguiram a filosofia de Nordau. Entre 1896 e 1936, os atletas judeus ganharam um número de medalhas para a Áustria nas Olimpíadas maior do que o esperado pela sua proporção na população total austríaca.
A ideia de Judaísmo Muscular de Nordau também inspirou os fundadores do Hakoah Vienna, um clube esportivo vienense especialmente conhecido por seu time de futebol. O jornalista americano Franklin Foer escreveu que o Hakoah (hebraico para "a força") foi "uma das melhores equipes do planeta" em seu auge, em meados da década de 1920. Os jogadores do Hakoah decoravam seus uniformes com símbolos judaicos, como a Estrela de Davi, e adotavam apelidos de líderes militares judeus históricos, como Bar Kochba.